# Un millón en la basura
Un millón en la basura es una película española de 1967 dirigida por José María Forqué

## Sinopsis
Un humilde barrendero con problemas económicos acuciantes y un desahucio en ciernes se encuentra un millón de pesetas en un cubo de la basura. Cuando llega a casa y comunica la noticia a su mujer, ésta reacciona con incredulidad. El hombre piensa que lo mejor es darle al dinero una salida rápida. Sin embargo, la mujer le aconseja devolverlo. Tras muchos sobresaltos inician juntos la búsqueda de su legítimo propietario.

### Secuela
En las Navidades de 2019, el cineasta Óscar Parra de Carrizosa estrena el cortometraje Aquel millón en la basura, homenaje y continuación de la historia relatada por la película.[cita requerida]

## Localizaciones
La calle donde vive la familia protagonista estaba ubicada en Madrid, en el distrito de Tetuán: calle José Caballero Palacios, ya desaparecida. El colegio al que asiste el hijo de la pareja protagonista es el colegio Froeber, cuyo edificio fue derribado en 2022, y que estaba ubicado en una esquina de la calle Rosa de Lima con la calle Infanta Mercedes.[cita requerida]
El restaurante que visita el protagonista se llamaba La Catedral y estaba en la calle de Ayala número 100.[cita requerida]